# 周冠五
周冠五（1918年2月23日—2007年4月20日），山东省金乡县王丕镇王丕庄人。二十世紀七、八、九十年代为首钢集团负责人、中国改革开放初期的企业家。

## 生平
1935年12月参加“一二九”学生运动，1936年参加民先，1937年5月参加中国共产党。抗日战争时期，历任金乡县抗敌后援会干事、北方局党校学员、八路军冀鲁豫军区金乡县大队大队长、金乡县抗日民主政府县长。解放战争时期，历任冀鲁豫军区巨南独立团团长（1945年8月）、七分区二十团团长；晋冀鲁豫野战军七纵队特务团副团长、团长，冀鲁豫军区机动兵团九团团长（1947年10月）、率部1948年3月编入冀鲁豫军区独立第三旅为九团团长；1949年渡江战战役后为江西赣东北军区贵溪军分区参谋长。
1949年后，周冠五调任石景山钢铁厂人事室主任、副厂长、厂长；石景山钢铁公司经理；首钢党委副书记、书记兼首钢革委会主任。冶金工业部副部长、党组副书记，冶金工业部常务副部长兼首钢总公司党委书记、革委会主任；国家体改委委员；首钢总公司党委书记、董事长，1982年在首钢推行承包制。先后当选中共八大、十大、十二大代表和第六、七、八届全国人大代表、七届全国人大常委会外事委员会委员。1993年首钢在香港购买“东荣钢铁”作为“壳公司”，改名为“首长国际”上市。1995年退休。